# Hélène Zimmer
Hélène Zimmer (* 1989) ist eine französische Schauspielerin und Drehbuchautorin.

## Karriere
Die Tochter einer Schauspielerin begann ihre Schauspielkarriere mit zwei Rollen in den Kurzfilmen Les têtes des rois und L’absente. 2010 folgte eine Besetzung in einer Episode der Fernsehserie Profiling Paris. Im selben Jahr war sie im Kurzfilm Un certain dimanche zu sehen und spielte in dem Spielfilm Rose wie Paris an der Seite von Monica Bellucci. Nationale Bekanntheit erlangte sie durch ihre Rolle als Alice in dem Film Q an der Seite von Déborah Révy.
2015 verfasste sie das Drehbuch für den Jugenddrama À 14 ans und führte auch Regie. Für diese Leistung war sie in der Kategorie French Feature Films beim Angers European First Film Festival nominiert. Für den Historienfilm Tagebuch einer Kammerzofe war sie wieder für das Drehbuch verantwortlich. Sie wurde beim César 2016 für das beste Drehbuch in der Kategorie Meilleure adaptation nominiert.

## Filmografie

### Schauspiel
- 2008: Les têtes des rois
- 2009: L’absente
- 2010: Profiling Paris (2. Staffel, Episode 7: Renaissance)
- 2010: Rose wie Paris (Rose, c’est Paris)
- 2010: Un certain dimanche
- 2011: Q – Sexual Desire (Q)

### Drehbuch
- 2015: Tagebuch einer Kammerzofe (Journal d’une femme de chambre)
- 2015: À 14 ans (Drehbuch und Regie)